# Elsie Lower Pomeroy

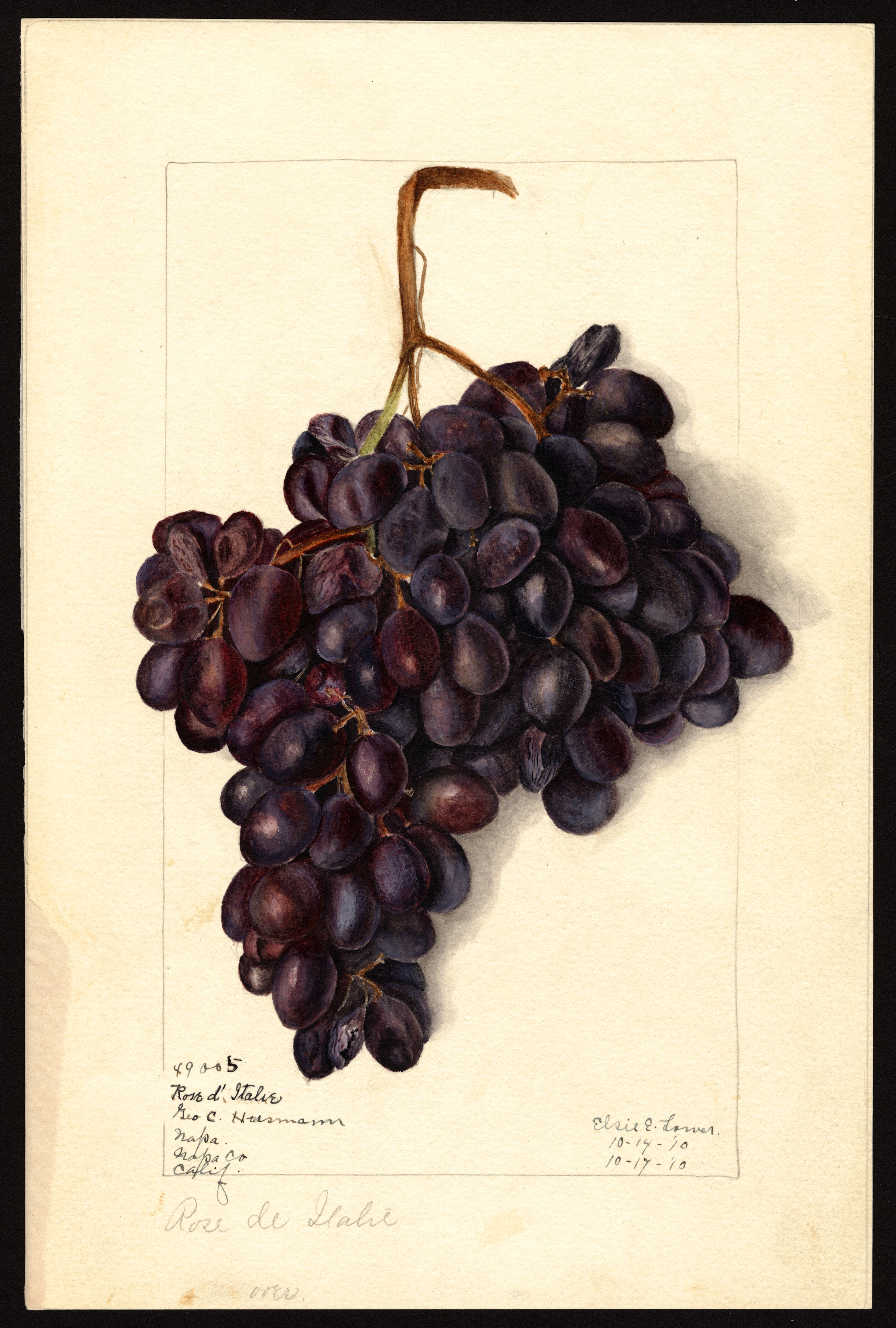
Acuarela de Elsie E. Lower de las uvas Rose d'Italie, creado para el USDA.

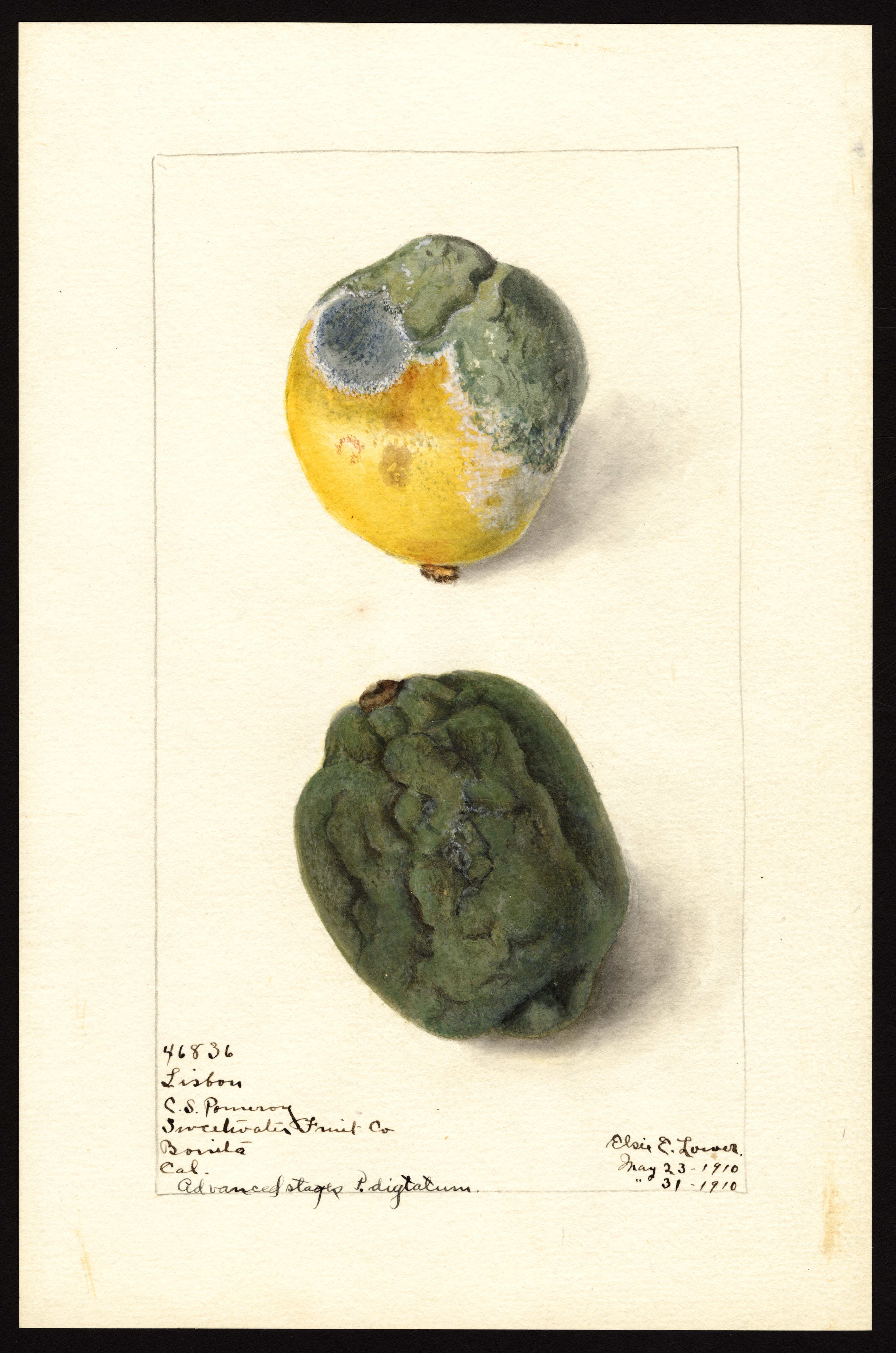
Acuarela de Elsie E. Lower de la enfermedad Eureka lemon (Citrus limon)

Elsie Lower Pomeroy (c. 1882-1971) fue una artista estrechamente asociada con el movimiento Pintura de escenas americanas y específicamente con el Regionalismo de California o "Pintura de escenas de California". Así mismo fue una de las ilustradoras de botánica de principios del siglo XX del Departamento de Agricultura de los Estados Unidos (USDA) que se especializó en acuarelas de frutas. Su trabajo se conserva en la Colección de acuarelas pomológicas del USDA.

## Biografía

### Primeros años y educación
Elsie Lower Pomeroy nació el 30 de septiembre de 1882, en New Castle, Pensilvania. Ella era la hija de Cyrus B. Lower, un condecorado veterano de la guerra civil estadounidense del Ejército de la Unión y receptor de la Medalla de Honor. Creció en Washington D. C., y se graduó en la Escuela de Arte Corcoran a principios del siglo XX.

### Ilustradora en USDA
En 1908, trabajaba como artista para el USDA, dibujando ilustraciones botánicas para los anuarios del USDA. Ella era parte de un selecto grupo de ilustradores botánicos que trabajaban para el USDA en ese momento, entre los que también se encontraban Deborah Griscom Passmore, Ellen Isham Schutt, Royal Charles Steadman, y Amanda Newton. Pintó más de 280 acuarelas para el USDA, incluidas frutas comunes como cítricos, manzanas y fresas, y frutas menos comunes como chirimoyas. El anuario del USDA de 1908 contenía dos de sus imágenes, incluido el melocotón Augbert (pág. 479) y los caquis Kawakami y Lonestar (pág. 484). El anuario del USDA de 1909 contenía dos de sus imágenes, incluida una mazorca de maíz (pág. 335) y la grosella Diploma (pág. 414). A diferencia de la mayoría de sus colegas del USDA, ella continuaría su carrera como artista expositora después de dejar el servicio.
En 1911, se casó con Carl Stone Pomeroy, un joven pomólogo del USDA. En 1913, la pareja se había mudado a Riverside, California, donde Carl se unió a la Estación Experimental de Cítricos y ayudó a desarrollar la industria de la "naranja navel" y los cítricos en el sur de California.

### Pintora de California
Mientras estaba en Riverside, comenzó a estudiar y entablar amistad con Millard Sheets, Phil Dike y Eliot O'Hara y fue miembro de la Asociación de Arte de Riverside. Durante este tiempo, completó una serie de cuatro acuarelas sobre la industria de los cítricos en Riverside. Estas pinturas se exhibieron en todo Estados Unidos, ganaron numerosos premios y actualmente se encuentran en la colección permanente de la Universidad de California en Riverside. En 1935, viajó a Washington D. C., donde fue empleada como artista botánica durante varios meses por el Servicio Forestal de los Estados Unidos. Fue durante este viaje que realizó estudios para su pintura "Nieve derretida", que ahora se encuentra en la colección del Instituto Butler de Arte Americano en Ohio.
A mediados de la década de 1940, Elsie y Carl se mudaron a Mill Valley en el condado de Marin, California. Amante apasionada de la naturaleza, Elsie viajó por todo el estado capturando la escena de California. Sus temas incluían todo, desde el Valle de la Muerte y las escenas costeras hasta las misiones españolas y los paisajes urbanos de San Francisco. Mantuvo estrechos vínculos con otros pintores de la escena de California, como Sheets, Rex Brandt, Milford Zornes, Emil Kosa, Jr. y Phil Paradise. Incluso a sus 80 años pintaba y viajaba con Sheets a San Miguel de Allende, (México).
Elsie vivió en el condado de Marin hasta el final de su vida y fue miembro de la Sociedad de Artistas de Marin. Murió en 1971 en Mill Valley, California, dejando atrás cientos de acuarelas, óleos y dibujos. Sus acuarelas del USDA ahora son parte del "Pomological Watercolor Collection".
Aunque no es tan conocida como sus contemporáneos masculinos, su obra ejemplifica el movimiento de pintura escénica de California del período de 1920 a 1950. Sus principales medios fueron la acuarela y el óleo, pero también hizo dibujos y utilizó témpera. 
Entre sus premios y exposiciones especiales se incluyen: "Two Hundred American Watercolors", National Gallery of Art, Washington D. C., 1941; 1st Watercolor Prize del Butler Art Institute, Ohio, 1942; Mención honorífica, California Watercolor Society, Los Angeles Museum of Art, 1939; International Exhibition of Watercolors, Art Institute of Chicago, 1938 & 1939; Mención honorífica, San Francisco Women Artists, San Francisco Museum of Art, 1966.